# عزت‌الله پورقاز
عزت‌الله پورقاز (زادهٔ ۴ فروردین ۱۳۶۶ در بندر تُرکمن) بازیکن بازنشسته فوتبال اهل ایران است.
از تیم‌هایی که پورقاز در آن‌ها بازی کرده‌است می‌توان به سپاهان اصفهان ،استقلال خوزستان ،ملوان بندر انزلی، ایران‌جوان بوشهر، اِتکا گلستان و هوادار اشاره کرد.
پورقاز در اردیبهشت ۱۳۹۴ توسط کارلوس کی‌روش به اردوی تمرینی تیم ملی فوتبال ایران دعوت شد.
او سابقه کاپیتانی باشگاه فوتبال سپاهان را دارد.
وی در هفته سیزدهم فصل ۹۸–۱۳۹۹ لیگ برتر در بازی مقابل نساجی دچار پارگی رباط صلیبی شد و ادامه فصل را از دست داد.

## دروازه‌بانی در تیم ملی
عزت‌الله پورقاز در ۲۶ آبان ۹۴ تیم ملی ایران در مسابقات مقدماتی جام جهانی در مقابل تیم ملی گوام قرار گرفت. در دقیقه ۷۱ علی‌رضا بیرانوند دروازه‌بان تیم‌ملّی، با دریافت کارت قرمز مستقیم اخراج شد و به دلیل اتمام تعویض‌های ایران، عزت‌الله پورقاز درون دروازه ایستاد و موفّق به کلین‌شیت شد.
این بازی در نهایت با نتیجهٔ ۰–۶ به سود ایران به پایان رسید.

## افتخارات
باشگاهی
لیگ برتر
- نایب قهرمانی در لیگ برتر فوتبال ایران ۹۸–۱۳۹۷ به همراه تیم سپاهان اصفهان
- نایب قهرمانی در لیگ برتر فوتبال ایران ۱۴۰۰–۱۳۹۹ به همراه تیم سپاهان اصفهان

فردی
- گلزن‌ترین مدافع در لیگ برتر فوتبال ایران ۹۸–۱۳۹۷ با ۵ گل زده